# Oranjevlekgranietmot
De oranjevlekgranietmot (Scoparia basistrigalis) is een vlinder uit de familie grasmotten (Crambidae). De spanwijdte van de vlinder bedraagt tussen de 20 en 23 millimeter. De soort komt verspreid over Europa voor.

## Waardplanten
De oranjevlekgranietmot heeft vermoedelijk mossen als waardplanten, maar over de biologie van deze soort is niet veel bekend.

## Voorkomen in Nederland en België
De oranjevlekgranietmot is in Nederland een zeldzame soort, alleen bekend van waarnemingen uit Limburg en Zeeland, en in België een vrij algemene soort. De soort kent één generatie die vliegt in juli.